# Эх! (мультфильм)
«Эх!» — российский короткометражный рисованный мультфильм 1995 года. По стихотворению Андрея Усачёва.
Первый из трёх сюжетов мультипликационного альманаха «Весёлая карусель» № 28. В 1996 году вошёл в мультфильм-сборник «Тройная уха».

## Сюжет
Мультфильм — шутка про рыбалку на мелодию песни «Вдоль по Питерской».
Текст стихотворения:
— Эх! — вздыхали рыбаки, —
Раньше были судаки.
Раньше вытащишь, бывало, —
Хвост, бывало, в полруки!
— Эх, — вздыхали судаки, —
Раньше были червяки…
Червяком одним, бывало,
Наедалось полреки!
— Эх, — вздыхали червяки, —
Раньше врали рыбаки!
Мы послушать их, бывало,
Сами лезли на крючки!Андрей Усачёв

## Съёмочная группа
| Режиссёр        | Татьяна Ильина                          |
| Сценарист       | Татьяна Ильина                          |
| Художник        | Татьяна Ильина                          |
| Аниматор        | Галина Зеброва                          |
| Роли озвучивали | Ф. Колесников, Е. Баскаков, Катя Ильина |